# Produktionsskog
Produktionsskog är skog som är avsedd för kommersiell produktion av trävaror genom avverkning. Några skogsområden som inte är produktionsskog, är naturreservat och underhållen park.